# Bustanico
 Bustanico  là một xã ở tỉnh Haute-Corse trên đảo Corse, Pháp. Xã này có diện tích 11,52 km², dân số năm 1999 là 77 người. Khu vực này có độ cao 800 mét trên mực nước biển.